# Asian Open 1994 - Doppio
Il doppio dell'Asian Open 1994 è stato un torneo di tennis facente parte del WTA Tour 1994.
Larisa Neiland e Jana Novotná erano le detentrici del titolo, ma solo la Neiland ha partecipato in coppia con Rennae Stubbs.
La Neiland e la Stubbs hanno battuto in finale 6–4, 6–7, 7–5 Pam Shriver e Elizabeth Smylie.

## Teste di serie
1. Larisa Neiland /  Rennae Stubbs (campionesse)
2. Pam Shriver /  Elizabeth Smylie (finale)
3. Rika Hiraki /  Li Fang (primo turno)
4. Ei Iida /  Maya Kidowaki (primo turno)

## Tabellone

### Legenda
| - Q = Qualificato - WC = Wild card - LL = Lucky loser | - ALT = Alternate - SE = Special Exempt - PR = Protected Ranking | - w/o = Walkover - r = Ritirato - d = Squalificato |